# Terra de Bunge
Terra de Bunge (en rus Земля Бунге, Zemlia Bunge) forma part de l'illa principal de les Anjou (o Anjú), un subgrup de l'arxipèlag rus de Nova Sibèria, a l'Àrtida situat entre el mar de Làptev i el mar de la Sibèria Oriental.

## Descripció
Té una superfície de 6.200 km². És una plana desolada i sense vegetació, molt clarament desmarcada. A part d'una petita zona a l'extrem sud-est, no arriba als 8 m sobre el nivell del mar, per la qual cosa de vegades roman inundada.
Fou batejada amb aquest nom en honor del botànic rus Alexander von Bunge (1803-1890).